# Xenurobrycon pteropus
Xenurobrycon pteropus és una espècie de peix de la família dels caràcids i de l'ordre dels caraciformes.

## Morfologia
- Els mascles poden assolir 1,4 cm de llargària total.[4]

## Hàbitat
Viu en zones de clima tropical.

## Distribució geogràfica
Es troba a Sud-amèrica: rodal de Fonte Boa (conca del riu Amazones, Brasil).